# Kurt von Briesen
Kurt von Briesen (Anklam, 3 maggio 1886 – Charkiv, 20 novembre 1941) è stato un generale tedesco della Wehrmacht durante la seconda guerra mondiale decorato con la Croce di Cavaliere della Croce di Ferro.

## Biografia
Briesen guidò la 30ª  divisione di fanteria durante la Campagna di Polonia nel 1939. Il 1º agosto 1940 fu promosso al grado di generale. Il 25 novembre 1940 fu nominato comandante del LII. Armeekorps. Fu ucciso da un aereo sovietico vicino a Izjum sul fiume Severskij Donec, a sud di Charkiv il 20 novembre 1941.